# Връблене
Връблене (на словенски: Vrbljene) е село в Словения, регион Средна Словения, община Иг. Според Националната статистическа служба на Република Словения през 2015 г. селото има 258 жители.